# Robert Williams Wood
Robert Williams Wood, ameriški fizik in izumitelj, * 2. maj 1868, † 11. avgust 1955.
Wood je najbolj znan, da je odkril t. i. efekt črne luči.

## Nagrade
- Matteuccijeva medalja (1918)
- Rumfordova medalja (1938)
- medalja Henryja Draperja (1940)